# Loyola College
Ne doit pas être confondu avec Campus Loyola.
Le Loyola College est une institution jésuite d'enseignement supérieur sise à Madras (Tamil Nadu, en Inde du Sud). Fondée par des missionnaires jésuites français en 1925 l'institution est affilié à l'université de Madras, tout en jouissant d'un large degré d'autonomie.

## Histoire et origines
Le Loyola College a été fondé en 1925 par un jésuite français, Francis Bertram[réf. nécessaire].

## Écoles spécialisées
- Entomology Research Institute
- Institute for Dialogues with Cultures and Religions (IDCR)-(Institut de recherche de l'Université de Madras)
- Loyola Institute of Frontier Energy (LIFE)
- Loyola Institute of Vocational Education (LIVE)
- Loyola ICAM College of Engineering and Technology (LICET)[1]
- Loyola Institute of Business Administration (LIBA)[2]
- Ignatian Institute for Career Development
- Loyola Institute for Industrial and Social Science Research
- Loyola Institute of People Studies
- Loyola College of Education (B.Ed college)

. Centre for International Program (CIP)

## Galerie photographique

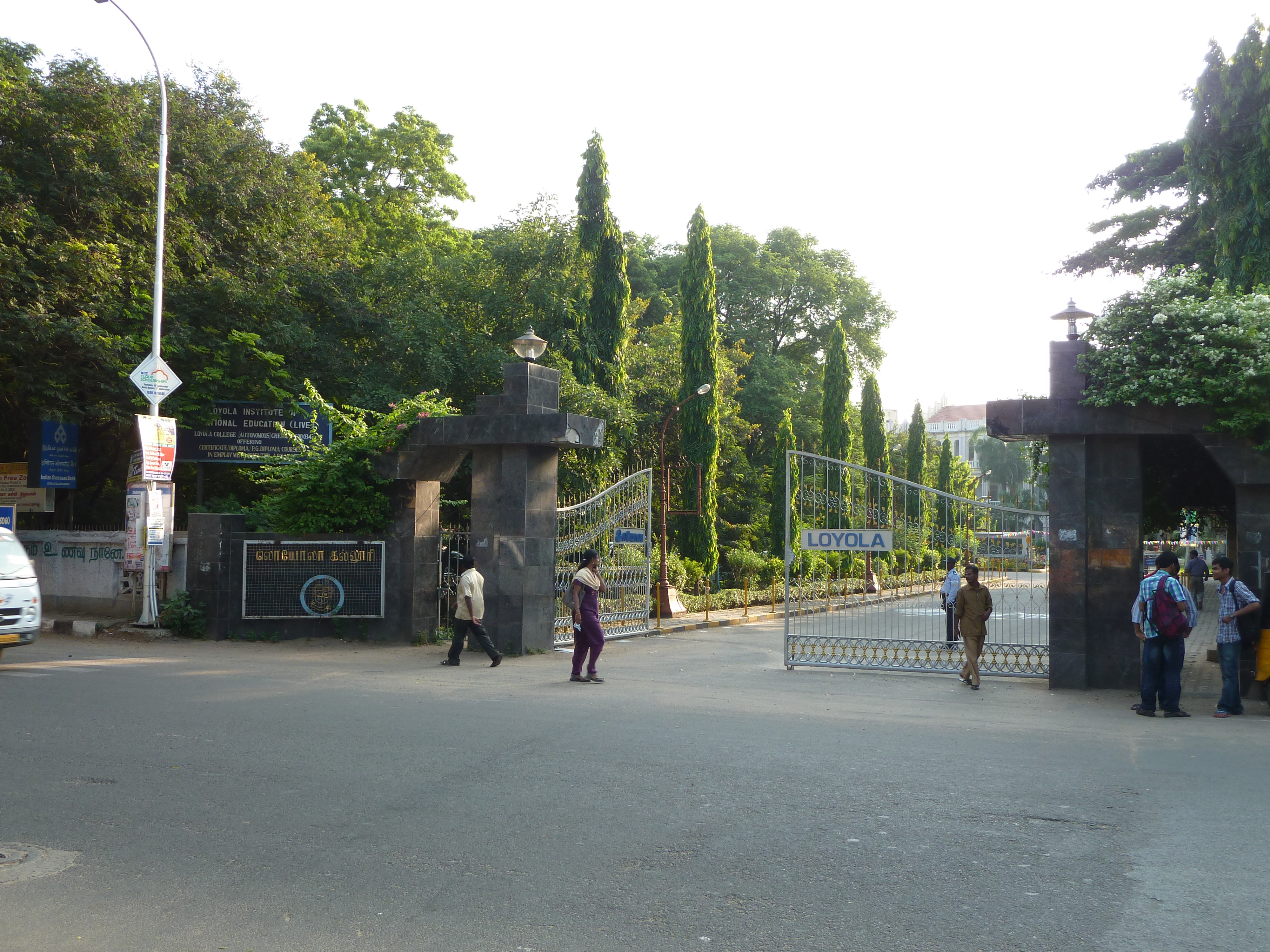
Entrée principale
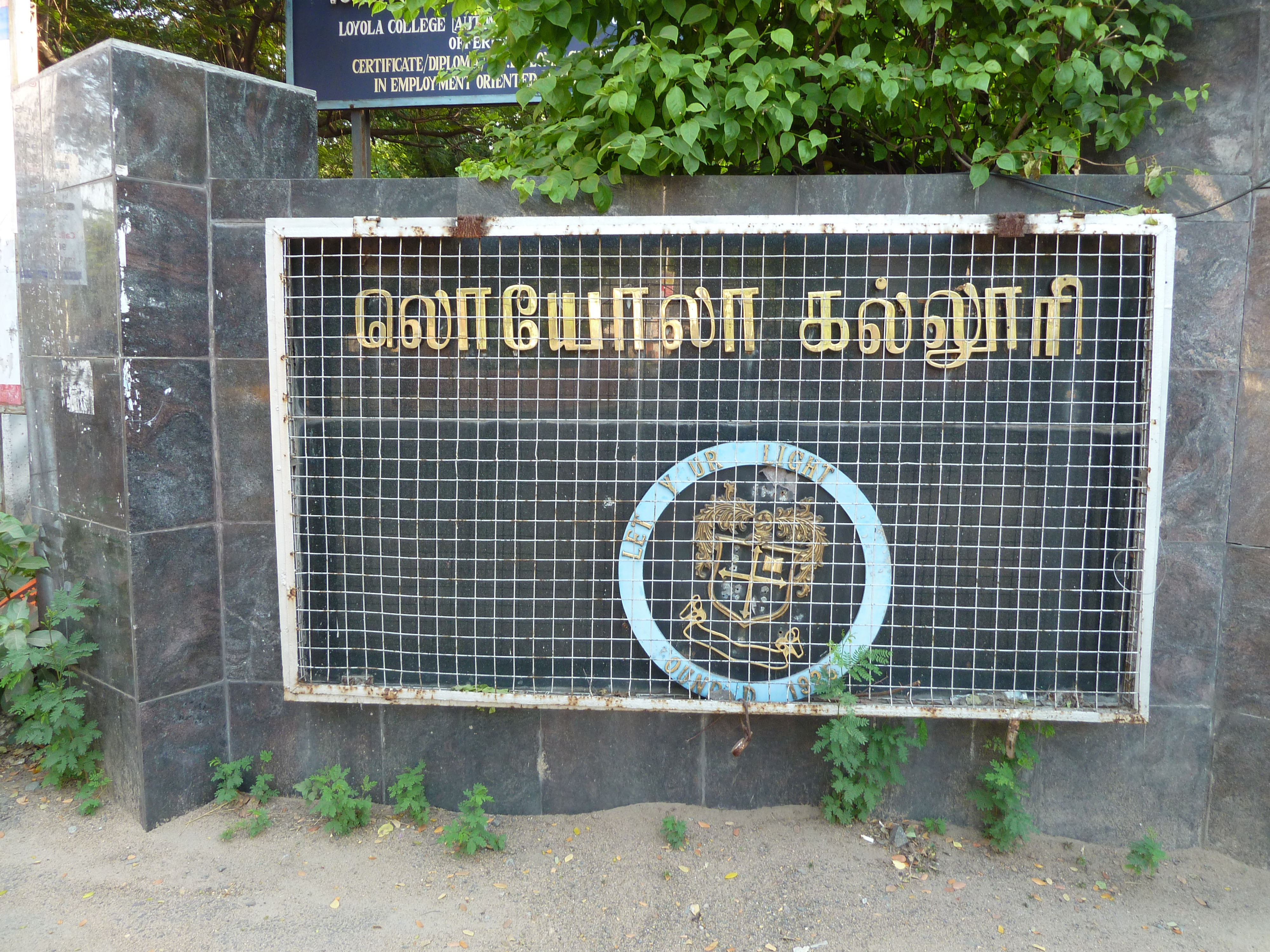
Nom de l'université, en tamoul
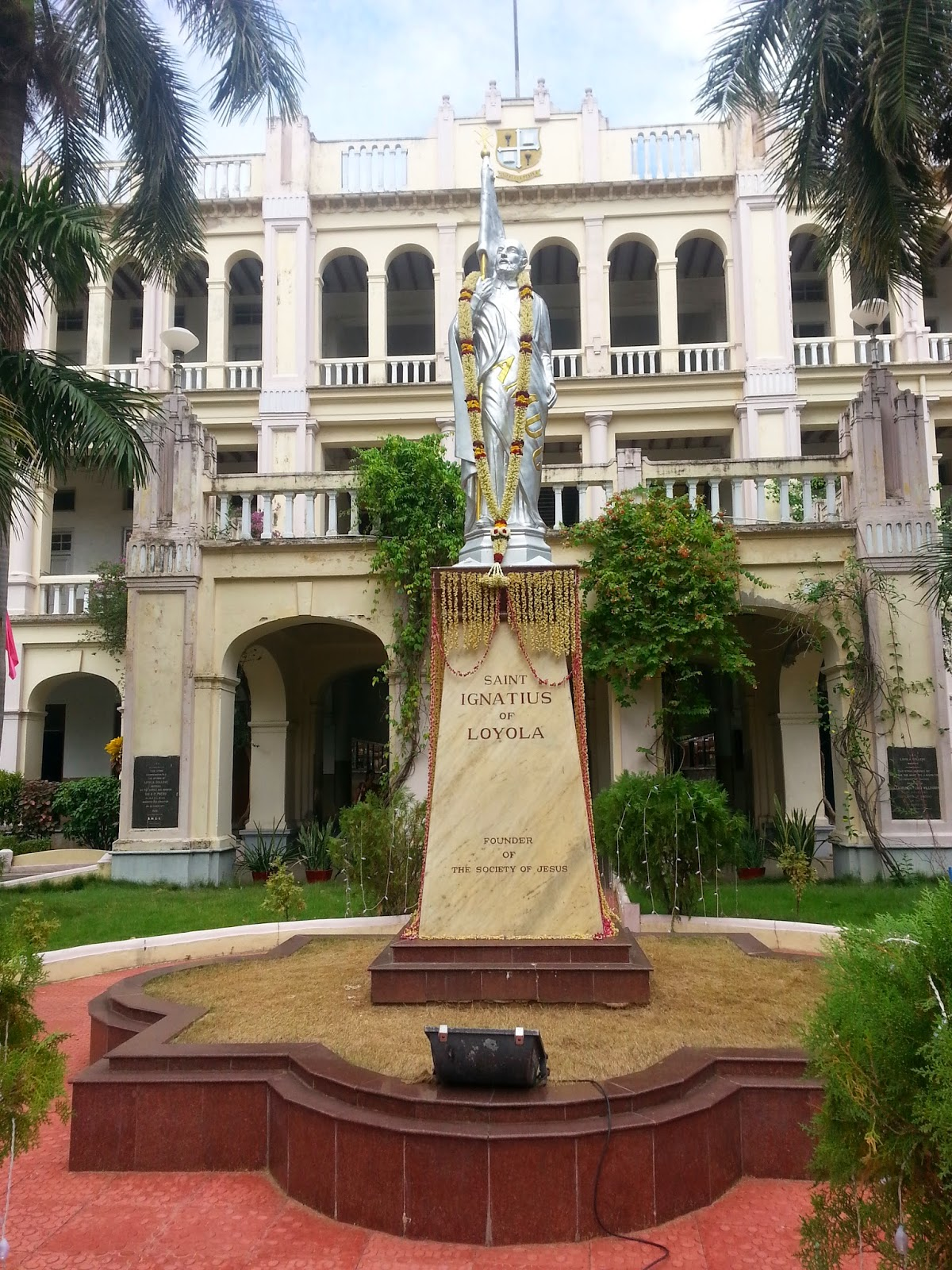
Statue d'Ignace de Loyola, au milieu du campus, honoré chaque 31 juillet

## Célèbres étudiants du Loyola College de Madras
- Dr.Ramaswamy Venkataraman, président de l'Inde (1987-1992)[3]
- Verghese Kurien, ingénieur et homme d'affaires[3],[4]
- C. K. Prahalad, physicien spécialiste en management et en économie.
- Narasimhan Ram, journaliste et rédacteur en chef du journal The Hindu
- Udhayanidhi Stalin, acteur de cinéma et producteur de RED GIANT MOVIES
- Vijay Amritraj, joueur de tennis
- Ramanathan Krishnan, joueur de tennis
- Ramesh Krishnan, joueur de tennis
- Sharath Kamal, joueur de tennis de table
- Viswanathan Anand, champion d'échecs
- Surya Sivakumar, acteur
- Yuvan Shankar Raja, compositeur de musique
- Mahesh Babu, acteur hollywoodien
- Dharani, réalisateur